# ジュリアーノ・アマート
ジュリアーノ・アマート（イタリア語: Giuliano Amato、1938年5月13日 - ）は、イタリアの政治家。代議院（下院）議員（4期）。
内務大臣。元老院議員（1期）、首相（第71・77代）、副首相、外務大臣、国庫・予算・経済企画大臣、制度改革担当大臣、大学・研究大臣を歴任。

## 概要
ピエモンテ州トリノ出身。1963年にコロンビア大学法科大学院より比較法で修士号を取得。
首相に過去2回就任している。在任は1992年6月28日 から 1993年4月28日および2000年4月26日 - 2001年6月11日。ダレマ政権で1999年6月から2000年4月まで財務大臣を務め2006年5月17日から2008年5月8日までプローディ政権の内務大臣を勤めた。